# (292) Ludovica
(292) Ludovica és un asteroide pertanyent al cinturó d'asteroides descobert l'any 1890 per Johann Palisa. Fou descobert el 25 d'abril de 1890 per Johann Palisa des de l'observatori de Viena, Àustria, i independentment, la nit següent per Auguste Honoré Charlois des de l'observatori de Niça, França.
Es desconeix la raó del nom que va ser proposat per la Societat Astronòmica de França.

## Característiques orbitals
Ludovica orbita a una distància mitjana del Sol de 2,529 ua, podent acostar-se fins a 2,443 ua i allunyar-se fins a 2,615 ua. La seva excentricitat és 0,03407 i la inclinació orbital 14,9°. Empra a completar una òrbita al voltant del Sol 1469 dies.

## Característiques físiques
La magnitud absoluta de Ludovica és de 9,9. Té un diàmetre de 32,5 km i un període de rotació de 8,93 hores. Té una albedo estimada de 0,2652.